# Dryopteris indonesiana
Dryopteris indonesiana är en träjonväxtart som beskrevs av Darnaedi. Dryopteris indonesiana ingår i släktet Dryopteris och familjen Dryopteridaceae. Inga underarter finns listade.